# Miltogramminae
Miltogramminae là một phân họ ruồi trong họ Sarcophagidae.

## Hình ảnh

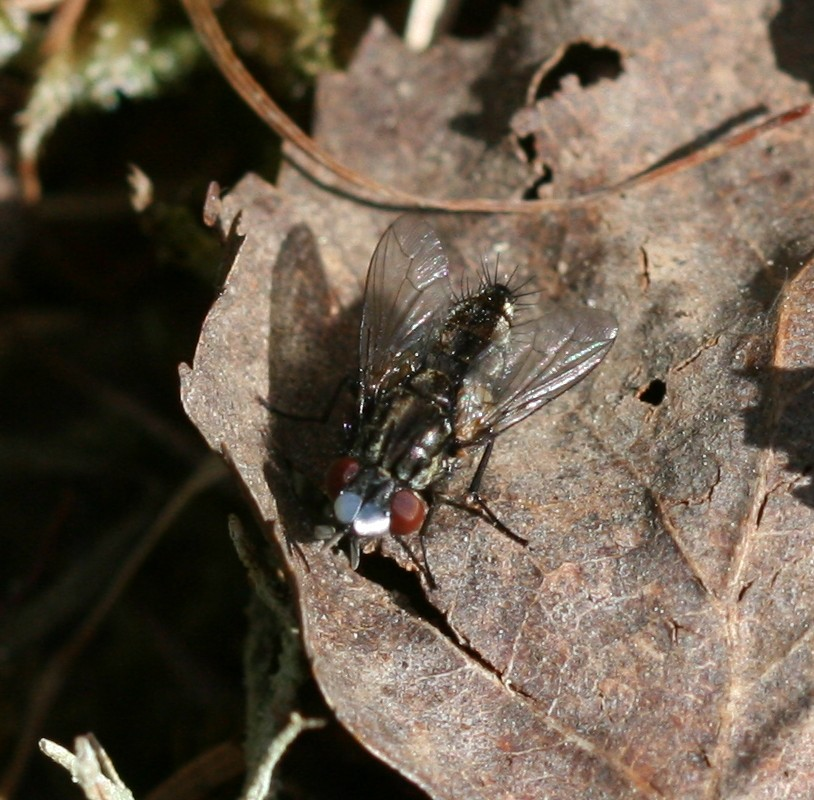
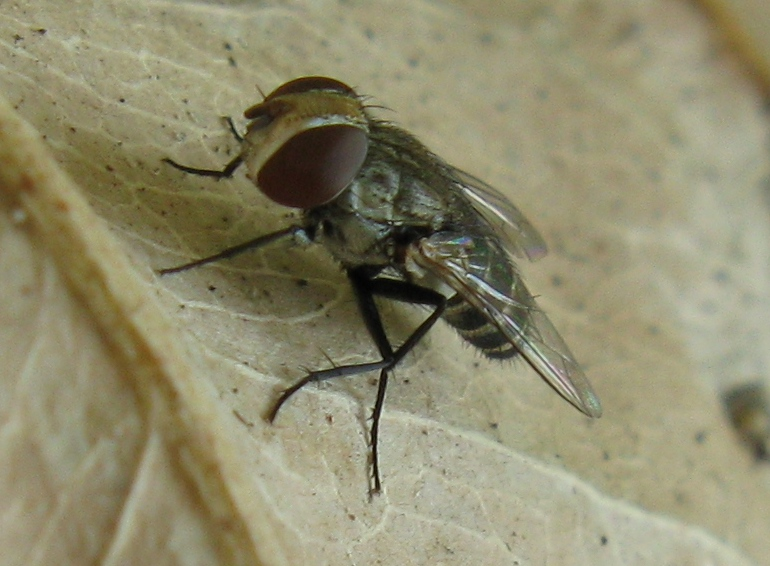

## Các chi
- Aenigmetopia
- Alusomyia
- Ambouya
- Amobia
- Apodacra
- Beludzhia
- Chaetapodacra
- Chivamyia
- Craticulina
- Dolichotachina
- Eremasiomyia
- Eumacronychia
- Euphyto
- Gymnoprosopa
- Gymnopsidia
- Hoplacephala
- Khowaba
- Lamprometopia
- Macronychia
- Medomyia
- Mesomelena
- Metopia
- Metopodia
- Miltogramma
- Oebalia
- Opsidia
- Phrosinella
- Phylloteles
- Protomiltogramma
- Pterella
- Senotainia
- Sphecapatoclea
- Sphecapatodes
- Sphenometopa
- Taxigramma
- Xiphidiella